# بيتر براون (عالم)
بيتر براون (بالإنجليزية: Peter Brown)‏ (و. 1758 – 1799 م) هو رسام نباتي ‏، وعالم طيور، ورسام، وعالم حشرات، من مملكة بريطانيا العظمى، توفي عن عمر يناهز 41 عاماً.